# Guineu voladora de Panay
La guineu voladora de Panay (Acerodon lucifer) és una guineu voladora endèmica de l'illa de Panay, a les Filipines, que fou declarada extinta l'any 1996. Les causes més probables de la seva extinció inclouen la destrucció antropogènica del seu hàbitat forestal i/o la sobrecaça d'aquesta espècie. N'aparegueren moltes als campaments militars durant la Segona Guerra Mundial.